# Golăiești
Golăiești è un comune della Romania di 3 987 abitanti, ubicato nel distretto di Iași, nella regione storica della Moldavia.
Il comune è formato dall'unione di 8 villaggi: Bran, Cilibiu, Cotu lui Ivan, Golăiești, Grădinari, Medeleni, Petrești, Podu Jijiei.